# Sonila Qato
Sonila Qato (ur. 19 września 1977 w Tiranie) - albańska minister stanu ds. ochrony przedsiębiorców w latach 2017-2018.

## Życiorys
Od 17 września 2017 do 28 grudnia 2018 była ministrem stanu ds. ochrony przedsiębiorców. Podczas pełniania tej funkcji angażowała się w spotkania z zarządcami przedsiębiorstw w Tiranie, Szkodrze, Fierze i Beracie.